# Callipogon senex
Callipogon senex là một loài bọ cánh cứng trong họ Cerambycidae.